# Sibovia optabilis
Sibovia optabilis är en insektsart som först beskrevs av Melichar 1926.  Sibovia optabilis ingår i släktet Sibovia och familjen dvärgstritar. Inga underarter finns listade i Catalogue of Life.